# Gomphus flavipes
Gomphus flavipes  (Charpentier, 1825) je vrsta iz familije Gomphidae. Srpski naziv ove vrste je Žutooki razroki konjić.

## Opis vrste
Ova vrsta je nešto svetlija od srodne vrste Gomphus vulgatissimus. Žuta linija, koja se pruža duž trbuha, je nešto šira i pruža se preko svih segmenata. Grudi su žute s tankim, crnim crticama. Oči mužjaka su plave, a ženki zelene. Krila su providna sa krupnom i tamnom pterostigmom. Takođe, generalno, nešto je krupnija vrsta od vrste G. vulgatissimus i teško ih je naći u istom dobu godine..

## Stanište
Naseljava sporotekuće reke u dolinama i nizijama, sa peščanim dnom i znatnom količinom organske materije (detritusa) u pesku.

## Životni ciklus
Parenje se odvija u vazduhu, često daleko od vode. Nakon parenja ženke lete neposredno iznad povrćine vode odakle polažu jaja koja padaju u vodu pojedinačno ili u malim paketima. Nakon larvenog razvića larve izlaze na obalno kamenje gde se izležu i ostavljaju svoju egzuviju.

## Sezona letenja
Sezona letenja traje od juna do oktobra.